# Speed of Light
Speed of Light är det andra spåret på det brittiska heavy metal-bandet Iron Maidens sextonde studioalbum The Book of Souls, och gruppens trettiosjunde singel. Singeln gavs ut den 14 augusti 2015, tre veckor innan resten av albumet.